# Bucksport (Maine)
Bucksport es un pueblo ubicado en el condado de Hancock en el estado estadounidense de Maine. En el Censo de 2010 tenía una población de 4.924 habitantes y una densidad poblacional de 33,63 personas por km².

## Geografía
Bucksport se encuentra ubicado en las coordenadas 44°38′7″N 68°45′23″O / 44.63528, -68.75639. Según la Oficina del Censo de los Estados Unidos, Bucksport tiene una superficie total de 146.42 km², de la cual 133.5 km² corresponden a tierra firme y (8.83%) 12.93 km² es agua.

## Demografía
Según el censo de 2010, había 4.924 personas residiendo en Bucksport. La densidad de población era de 33,63 hab./km². De los 4.924 habitantes, Bucksport estaba compuesto por el 97.2% blancos, el 0.53% eran afroamericanos, el 0.35% eran amerindios, el 0.26% eran asiáticos, el 0.02% eran isleños del Pacífico, el 0.32% eran de otras razas y el 1.32% pertenecían a dos o más razas. Del total de la población el 1.3% eran hispanos o latinos de cualquier raza.